# Gabinet de govern d'Àustria 2007-2008

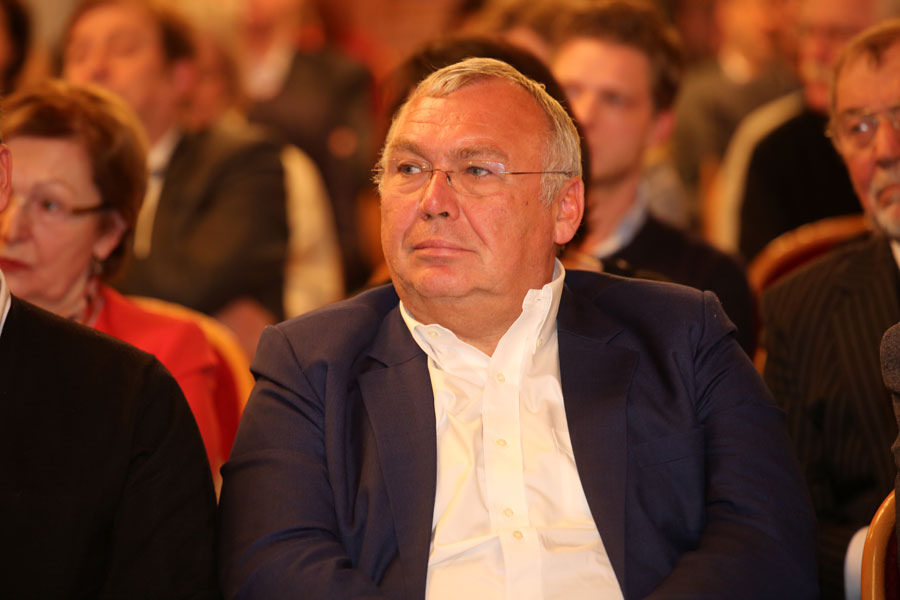
Imatge del canceller Alfred Gusenbauer.

El govern d'Alfred Gusenbauer va començar l'11 de gener de 2007, i va acabar el 2 de desembre de 2008. Fou un govern de coalició del Partit Socialdemòcrata d'Àustria (SPÖ) i del Partit Popular d'Àustria (ÖVP).
| XXIII Legislatura (11-01-2007/02-12-2008)               |
| Canceller i Ministre d'Esports: Alfred Gusenbauer (SPÖ) |

| 11 de gener de 2007                                            | 1 de juliol de 2008                    | 1 de juliol de 2008                    |
| Vicecanceller i Finances                                       | Wilhelm Molterer (ÖVP)                 | Wilhelm Molterer (ÖVP)                 |
| Afers Europeus i Internacionals                                | Ursula Plassnik (ÖVP)                  | Ursula Plassnik (ÖVP)                  |
| Educació, Art i Cultura                                        | Claudia Schmied (SPÖ)                  | Claudia Schmied (SPÖ)                  |
| Transport, Innovació i Tecnologia                              | Werner Faymann (SPÖ)                   | Werner Faymann (SPÖ)                   |
| Interior                                                       | Günther Platter (ÖVP) fins al 30.06.08 | Maria Fekter (ÖVP) des del 01.07.08    |
| Dona, Mitjans de Comunicació i Serveis Públics                 | Doris Bures (SPÖ) fins al 30.06.08     | Heidrun Silhavy (SPÖ) des del 01.07.08 |
| Salut, Família i Joventut                                      | Andrea Kdolsky (ÖVP)                   | Andrea Kdolsky (ÖVP)                   |
| Justícia                                                       | Maria Berger (SPÖ)                     | Maria Berger (SPÖ)                     |
| Agricultura, Medi Forestal, Medi Ambient i Recursos de l'Aigua | Josef Pröll (ÖVP)                      | Josef Pröll (ÖVP)                      |
| Defensa                                                        | Norbert Darabos (SPÖ)                  | Norbert Darabos (SPÖ)                  |
| Seguretat Social i Protecció del Consumidor                    | Erwin Buchinger (SPÖ)                  | Erwin Buchinger (SPÖ)                  |
| Economia i Treball                                             | Martin Bartenstein (ÖVP)               | Martin Bartenstein (ÖVP)               |
| Recerca i Ciència                                              | Johannes Hahn (ÖVP)                    | Johannes Hahn (ÖVP)                    |

| 11 de gener de 2007 | 1 de juliol de 2008                    | 1 de juliol de 2008                      |
| Cancelleria         | Heidrun Silhavy (SPÖ) fins al 30.06.08 | Andreas Schnieder (SPÖ) des del 01.07.08 |
| Esport              | Reinhard Lopatka (ÖVP)                 | Reinhard Lopatka (ÖVP)                   |
| Finances            | Christoph Matznetter (SPÖ)             | Christoph Matznetter (SPÖ)               |
| Europa/UE           | Hans Winkler (Ind. ÖVP)                | Hans Winkler (Ind. ÖVP)                  |
| Infraestructures    | Christa Kranzl (SPÖ)                   | Christa Kranzl (SPÖ)                     |
| Treball             | Christine Marek (ÖVP)                  | Christine Marek (ÖVP)                    |